# Astragalus scleropodius
Astragalus scleropodius är en ärtväxtart som beskrevs av Carl Friedrich von Ledebour. Astragalus scleropodius ingår i släktet vedlar, och familjen ärtväxter. Inga underarter finns listade i Catalogue of Life.